# Horodok (obwód wołyński)
Horodok (ukr. Городок) – wieś na Ukrainie w rejonie kamieńskim obwodu wołyńskiego.
W XIX w. wieś znajdowała się w gminie Uhrynicze w powiecie pińskim guberni mińskiej. 
W okresie międzywojennym Horodok należał do gminy Uhrynicze w powiecie pińskim, a następnie do gminy Pniewno w powiecie koszyrskim województwa poleskiego.